# Relazioni bilaterali tra Italia e Ucraina
Le relazioni bilaterali fra Italia e Ucraina sono l'insieme delle relazioni bilaterali che avvengono a livello diplomatico, politico, militare, economico e culturale tra Ucraina e Italia
L'Italia ha riconosciuto l'indipendenza dell'Ucraina il 28 dicembre 1991, e le relazioni diplomatiche tra i due paesi sono iniziate dal 29 gennaio 1992, e dal 1993 l'Ucraina ha aperto la sua ambasciata a Roma contestualmente all'apertura dell'ambasciata italiana nella capitale del Paese, Kiev. 

## Legami bilaterali

### Relazioni politiche e diplomatiche

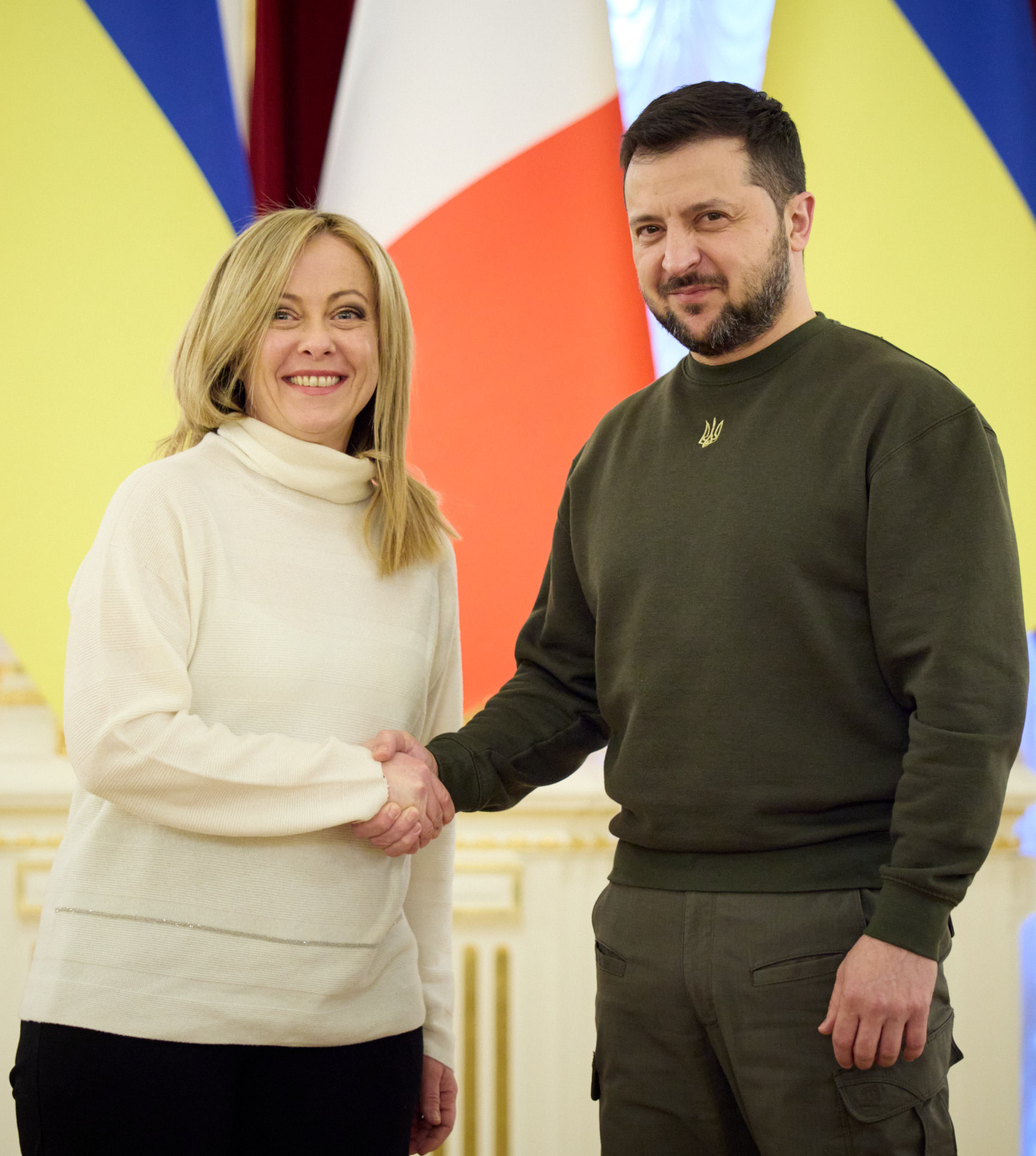
Giorgia Meloni e Volodymyr Zelens'kyj a Kiev nel 2023

Dall'inizio delle relazioni diplomatiche, sono state effettuale diverse visite del Presidente dell'Ucraina nella Repubblica italiana: a maggio 1995, novembre 2002, ottobre 2008, novembre 2015 , febbraio 2020.
Il Presidente della Repubblica italiana ha visitato l'Ucraina nel 1996 (visita di stato) e nel 1999 (visita di lavoro), ed il premier nell'ottobre 2003, nel marzo 2015 e nel febbraio 2023 .
A marzo 2012 i vice ministri degli esteri dei due Paesi si sono incontrati a Roma per colloqui politici bilaterali, e a giugno dello stesso anno il ministro degli affari esteri ucraino Kostyantyn Gryshchenko ha incontrato a Trieste l'allora vice ministro degli affari esteri italiano Marta Dassù nell'ambito di un incontro dell'Iniziativa centro europea.
Nel febbraio del 2023, la presidente del consiglio Giorgia Meloni è stata accolta a Kiev dal presidente ucraino Volodymyr Zelens'kyj, per avere una discussione in merito al supporto italiano sostenuto in seguito all'Invasione russa dell'Ucraina del 2022, e di una eventuale ricostruzione dei territori colpiti. 

### Relazioni economiche
Nel 2018 l'Italia è stata fra i primi dieci Paesi con cui l'Ucraina ha avuto il maggior volume di scambi commerciali. Secondo il servizio statistico statale ucraino, nel 2018 le esportazioni dei beni e servizi in Italia ammontavano a 2628,8 milioni di dollari statunitensi (un incremento del 6,4% sull'anno precedente), mentre le importazioni di merci italiane ammontavano a 1982 milioni di dollari statunitensi (un incremento del 23,6%). Il totale degli scambi commerciali intercorsi tra Italia e Ucraina è ammontato a 4,6 miliardi di dollari statunitensi (con un incremento del 13,2% sull'anno precedente).
Al 1 ottobre 2018, l’Italia ha investito nel Paese 234,9 milioni di dollari statunitensi, pari allo 0,7% del totale degl’investimenti esteri in Ucraina.